# Ария (фильм)
«Ария» (англ. Aria) — музыкальный кинофильм, состоящий из 10 киноновелл. Продюсер Дон Бойд решил отметить 300-летие оперного искусства, пригласив десятку известных режиссёров для авторской интерпретации арий из популярных опер.

## Сюжет
Певец (Джон Хёрт) вспоминает свои лучшие дни и эти часы и мгновения славы, которые показаны в виде небольших арий. В своей дебютной работе Бриджит Фонда появляется в арии из оперы «Тристан и Изольда» (режиссёр Фрэнк Роддэм) в роли любовницы, которая приезжает в Лас-Вегас, предаётся в гостиничном номере любви со своим партнером, а затем вместе с ним кончает жизнь самоубийством.
Основами арии-вставки Николаса Роуга о жизни и покушении на албанского короля Зогу (1931) стали мотивы оперы Джузеппе Верди «Бал-маскарад».
Жан-Люк Годар по арии из оперы Жана Батиста Люлли «Армида» снял зарисовку в стиле «ню» из быта асов бодибилдинга.
В новелле австралийца Брюса Бирсфорда по мотивам арии из оперы Эриха Корнгольда «Мёртвый город» показан Брюгге.
Финал — во фрагменте постановщика Кена Рассела Пуччини «Турандот». Английская фотомодель Линдзи Дрю представляет, что её тело украшено самыми изысканными драгоценностями. Но, пробуждаясь от грёз, она обнаруживает себя в реанимации, куда попала после автокатастрофы.

## В ролях
- Джон Хёрт — певец, фрагмент «Паяцы»
- Софи Уорд — фрагмент «Паяцы»
- Тереза Расселл — король Зогу, фрагмент «Бал-маскарад»
- Никола Суэйн — Мари, фрагмент «Сила судьбы»
- Джексон Кейл —  Трэвис, фрагмент «Сила судьбы»
- Бак Генри — Престон, фрагмент «Риголетто»
- Беверли Д’Анджело — Джильда, фрагмент «Риголетто»
- Анита Моррис — Феб, фрагмент «Риголетто»
- Элизабет Хёрли — Мариетта, фрагмент «Мертвый город»
- Питер Бирч — Пауль, фрагмент «Мертвый город»
- Бриджит Фонда — любовница фрагмент «Тристан и Изольда»
- Джеймс Мэтерс — любовник, фрагмент «Тристан и Изольда»
- Тильда Суинтон — девушка, фрагмент «Луиза»
- Линдзи Дрю — девушка, фрагмент «Турандот»
- Джули Хагерти — фрагмент «Бореады»
- Женевьев Паж — фрагмент «Бореады»
- Валери Аллен— девушка, фрагмент «Армида»

## Режиссёры
- Николас Роуг— фрагмент «Бал-маскарад»
- Билл Брайден— фрагмент «Паяцы»
- Чарльз Старридж — фрагмент «Сила судьбы»
- Жан-Люк Годар — фрагмент «Армида»
- Жульен Темпл — фрагмент «Риголетто»
- Брюс Бирсфорд — фрагмент «Мёртвый город»
- Роберт Олтмен — фрагмент «Бореады»
- Фрэнк Роддэм — фрагмент «Тристан и Изольда»
- Кен Рассел — фрагмент «Турандот»
- Дерек Джармен — фрагмент «Луиза»

## Критика
Фильм был номинирован на «Золотую пальмовую ветвь» на Каннском кинофестивале, выигранном в том же году Су-ле-сулей де Сатана.
Присвоив картине 3 звезды из 4, Роджер Эберт написал: «Я не уверен, что здесь было сделано какое-либо конкретное утверждение об опере, и пуристы, без сомнения, откажутся от непочтительного изображения этого вида искусства. Но фильм забавен почти как сатира сам по себе, как проект, в котором напряженность между режиссерами и их материалом позволяет им немного подшучивать над их собственными стилями и навязчивыми идеями. Вы могли бы назвать Арию первой версией оперы MTV».